# 諏訪坂古墳
座標: 北緯35度31分02.7秒 東経139度40分11.1秒 / 北緯35.517417度 東経139.669750度
諏訪坂古墳（すわさかこふん）は、かつて神奈川県横浜市鶴見区諏訪坂17付近に所在した古墳時代の古墳。墳形は前方後円墳であったと伝えられる。

## 立地と概要
鶴見区西部に広がる下末吉台地（標高40-50メートル）の、鶴見川南岸に面した台地北端部（地域名では鶴見区駒岡・梶山・三ツ池公園・上末吉・下末吉・諏訪坂にかけて）には、かつて複数の古墳群や横穴墓群が分布していた。
同区駒岡に集中域をもつ駒岡古墳群のほか、駒岡古墳群のあった丘陵から谷戸を1つ挟んだ東側の丘陵には梶山古墳群が分布し、太田道灌伝承で知られる兜塚古墳が残存する。また、兜塚古墳より南の神奈川県立三ツ池公園内には、三ツ池古墳が存在する。
諏訪坂古墳は、兜塚古墳や三ツ池古墳より南南東の、鶴見川下流の台地上にあった。前方後円墳とされるが、古い時期に削平されてしまい詳しい事は解っていない。削平される際、石棺の石蓋が発見され、古墳跡地の近くに石塔類とともに安置された。しかし、その後の開発でさらに移設されることとなり、現在は鶴見区諏訪坂18番地の諏訪坂公園内に安置されている。